# François-Nicolas Buzot
François-Nicolas Leonard Buzot (1. března 1760 Évreux – 18. června 1794 Saint-Émilion) byl francouzský politik a právník v období Velké francouzské revoluce.

## Život
Před vypuknutím Velké francouzské revoluce působil ve svém rodném městě jako právník. Roku 1789 byl zvolen do shromáždění generálních stavů a stal se členem Ústavodárného národního shromáždění. Po jeho zrušení se vrátil do Évreux, kde byl jmenován předsedou trestního tribunálu. Roku 1792 by zvolen do Národního konventu a připojil se k girondistům. Buzot byl jedním z nejhlasitějších oponentů montagardů, a to zejména Marata a Dantona. Hlasoval pro smrt emigrantů i pro smrt Ludvíka XVI. s možností odvolání k lidu a odložení rozsudku. Vystupoval proti zářijovým masakrům a proti založení revolučního tribunálu i výboru pro veřejné blaho. V červnu 1793 po svržení girondistů prchl do Calvadosu v Normandii. Po neúspěšném pokusu o povstání prchl do Saint-Émilionu a zde 18. června 1794 spáchal sebevraždu.